# Dansenotation
Dansenotation er den symbolske repræsentation af dansebevægelser. Den ligner bevægelsesnotation, men kan begrænses til kun at vise menneskebevægelser.